# Sezession

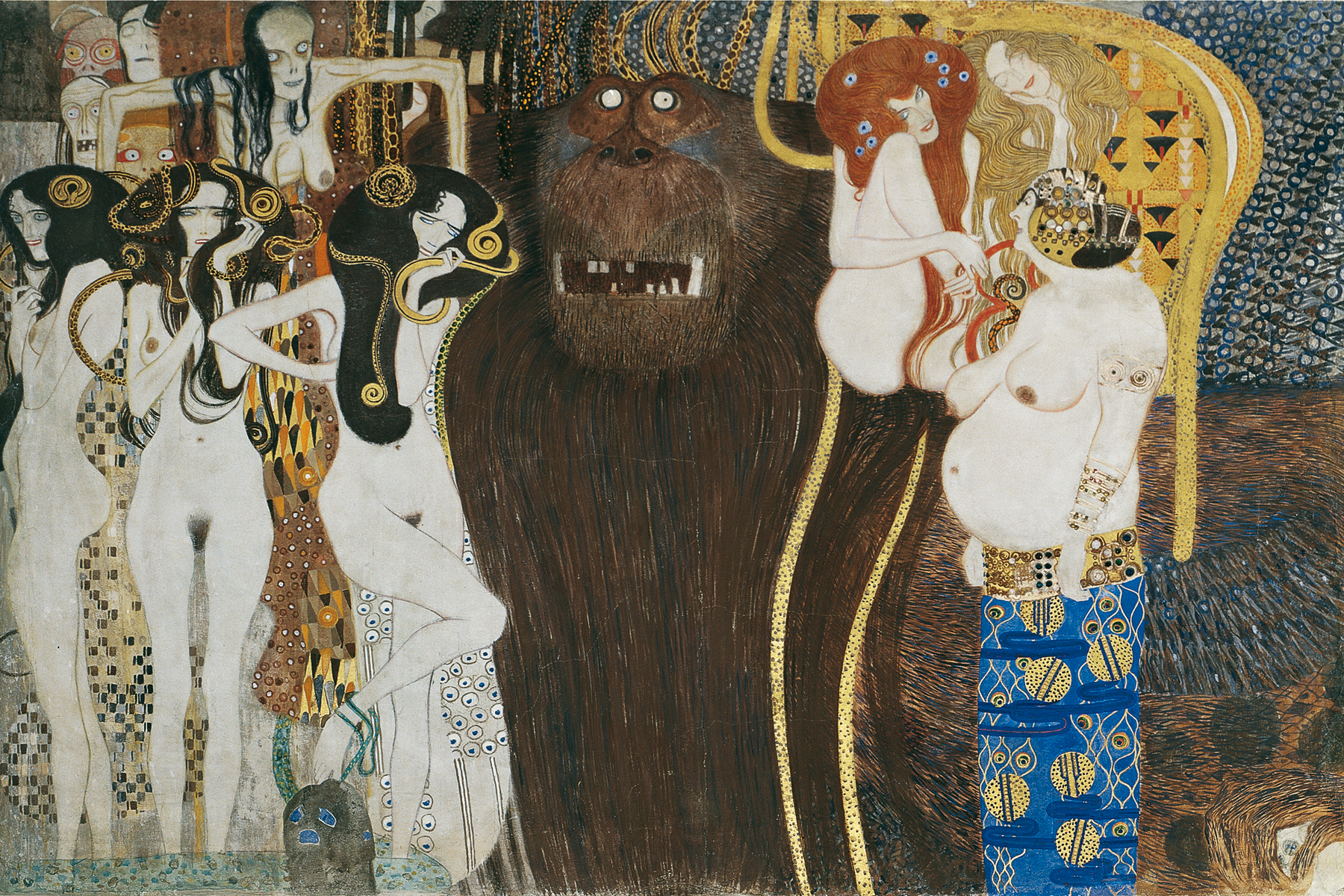
Een deel van Gustav Klimts Beethovenfries in het Secessionsgebouw

Sezession of Secession was een benaming voor verschillende kunstbewegingen die aan het eind van de 19e eeuw ontstonden. Het waren telkens separatistische bewegingen, waarbij de kunstenaars afstand wilden nemen van de doelstellingen van een bestaande vereniging (vaak de te conservatief bevonden Akademie), nieuwe idealen wilden nastreven of een nieuw publiek wilden bereiken. In navolging van de romantiek wilden deze kunstenaars een donkere kant van de samenleving laten zien, en met name van de vrouw. Franz von Stuck, Gustav Klimt en Edvard Munch zijn hier duidelijke voorbeelden van. Zo schilderde Franz von Stuck hoofdzakelijk sensuele mysterieuze vrouwen, vaak met mythologische elementen als een slang. Deze refereren aan de vele geslachtsziektes die aan het einde van de 19e eeuw een groot probleem vormden. De beweging was een voorloper van het symbolisme.
Sezession staat voor een nuchtere vorm van jugendstil. 'Sezession', in het Nederlands 'secessie', betekent 'afscheiding', 'het zich losmaken van' in dit geval de gevestigde orde van de kunst.
De kunstbeweging had ook invloed op andere terreinen. De Sezession heeft bijvoorbeeld grote invloed gehad op de Amerikaanse architect Frank Lloyd Wright.

## Duitsland

### München
In 1882 richtte Franz von Stuck samen met Wilhelm Trübner en Wilhelm Uhde, in München de eerste 'Sezession', de Münchener Sezession op.

### Berlijn
In 1899 is het Max Liebermann die de Berlijnse Sezession in het leven roept. Hieruit ontstaan, in 1910, de Neue Sezession, met de kunstenaars van Die Brücke, en in 1914 de Freie Sezession, onder impuls van Max Beckmann, Max Slevogt en Ernst Barlach.

### Dada
Deze revolutionaire splitsingen zullen in 1918 aanleiding geven tot de Dada-beweging met George Grosz en de gebroeders Herzfelde (John Heartfield).

### Novembergruppe
In 1919 ontstond de Novembergruppe met Cesar Klein en Max Pechstein.

### Leipzig/Darmstadt
Ook Leipzig en Darmstadt beleefden dergelijke bewegingen in de kunst.

## Frankrijk
In 1884 scheidde de "Societé des artistes indépendants" zich af van de "Societé des artistes français" en organiseerde men een eigen "Salon" onder het voorzitterschap van Odilon Redon.
In Parijs is Gerda Wegener, een Deense kunstenares, een prominente vertegenwoordigster van de art nouveau.

## Oostenrijk
Onder invloed van de jugendstil staat Gustav Klimt in 1897 te Wenen aan de basis van de Oostenrijkse of Weense Secession. Deze kunststijl is in 1897 begonnen door 19 schilders en architecten die uit het ‘burgerlijke’ Künstlerhaus Wien getreden waren. In Wenen staat het Secessionsgebouw (ontworpen door Joseph Olbrich) dat de visie op architectuur van deze groep mensen weergeeft, en dat als tentoonstellingsruimte werd gebruikt. Een bekend Secession-kunstwerk is de 19 meter lange Beethovenfries van Gustav Klimt uit 1902 in het Secessionsgebouw. Ook Egon Schiele, Joseph Olbrich en Otto Wagner maakten deel uit van de Wiener Secession.

## Nederland
Nederlandse jugendstilgebouwen, vooral die in Den Haag, grijpen voor een groot deel terug op deze Weense jugendstilstroming. Een opvallend bouwwerk in Sezession stijl was Kareol in Aerdenhout. Jan Toorop heeft geëxposeerd in de Wiener Sezession en was een belangrijke inspiratiebron voor Gustav Klimt. Dit komt bijvoorbeeld tot uiting in de opvallende overeenkomsten tussen Klimts Beethovenfries en meerdere werken van Toorop, zoals bijvoorbeeld de Drie Bruiden.

## Verwante designstromingen en -stijlen
Sezession is familie van onder andere de volgende designstromingen en -stijlen:
- Art nouveau
- Wiener Werkstätte